# Rebecca Wisocky

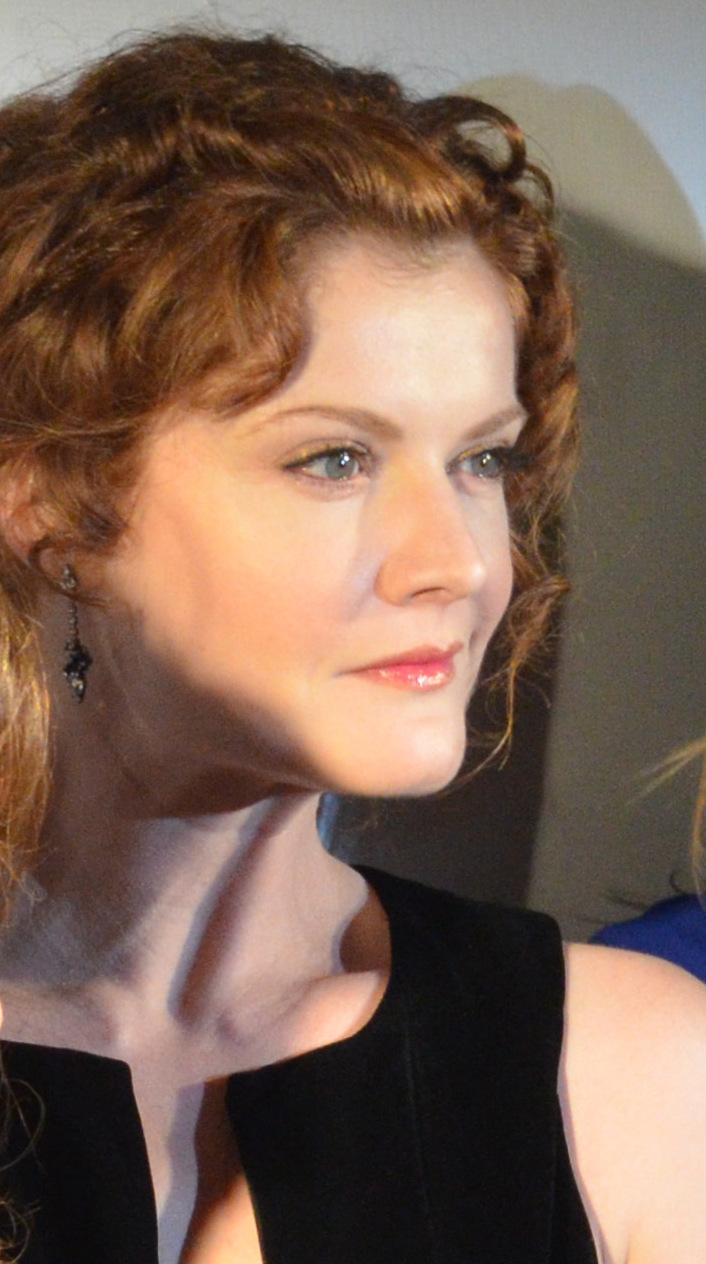
Rebecca Wisocky (2013)

Rebecca Wisocky (* 12. November 1971 in York, Pennsylvania) ist eine US-amerikanische Schauspielerin.

## Leben
Wisocky wurde in York (Pennsylvania) geboren. Im York Little Theatre, einem Gemeindetheater in York, begann sie ihre Schauspielerkarriere. Dort, so sagt sie, verbrachte sie die meiste Zeit ihrer Kindheit. Ebenso besuchte sie die Pennsylvania Governor’s School for the Arts in Erie (Pennsylvania). Später zog sie nach New York City, um an der New York University zu studieren.
Ihr Schaffen für Film und Fernsehen seit 1996 umfasst 70 Produktionen. Eine längere Rolle spielte sie in der Dramedy-Fernsehserie Devious Maids – Schmutzige Geheimnisse des US-Senders Lifetime, in der sie von 2013 bis 2016 zu sehen war.

## Filmografie (Auswahl)
Filme
- 1996: The Fountain of Death
- 2000: It Had to Be You
- 2000: Pollock
- 2005: Escape Artists
- 2005: Flightless Birds (Kurzfilm)
- 2006: Funny Money
- 2007: The Picture of Dorian Gray
- 2008: Henry May Long
- 2009: My Two Fans
- 2010: Ghosts/Aliens (Fernsehfilm)
- 2011: Circling the Drain (Fernsehfilm)
- 2011: Die Atlas Trilogie – Wer ist John Galt? (Atlas Shrugged, Part I)
- 2014: Swallow (Kurzfilm)
- 2015: Hello, My Name Is Doris
- 2022: Blond (Blonde)
- 2022: Amsterdam

Fernsehserien
- 2000: Sex and the City (Folge 3x16)
- 2002: Criminal Intent – Verbrechen im Visier (Law & Order: Criminal Intent, Folge 1x12)
- 2003: Law & Order (Folge 13x14)
- 2003: Law & Order: New York (Law & Order: Special Victims Unit, Folge 5x05)
- 2004: Third Watch – Einsatz am Limit (Third Watch, Folge 6x04)
- 2005: Criminal Intent – Verbrechen im Visier (Law & Order: Criminal Intent, Folge 5x02)
- 2006: Die Sopranos (The Sopranos, Folge 6x10)
- 2006: Law & Order: New York (Law & Order: Special Victims Unit, Folge 7x19)
- 2006: Navy CIS (NCIS, Folge 4x05)
- 2006: Without a Trace – Spurlos verschwunden (Without a Trace, Folge 5x10)
- 2007: Cold Case – Kein Opfer ist je vergessen (Cold Case, Folge 4x21)
- 2007: Medium – Nichts bleibt verborgen (Medium, Folge 3x11)
- 2007: Ugly Betty (Folge 2x04)
- 2009: Bones – Die Knochenjägerin (Bones, Folge 4x17)
- 2009: CSI: Vegas (CSI: Crime Scene Investigation, Folge 10x09)
- 2009: Samantha Who? (Folge 2x12)
- 2009: Saving Grace (Folgen 3x09, 3x10)
- 2010: Miami Medical (Folge 1x09)
- 2010: Svetlana (Folge 1x10)
- 2010–2011: 90210 (4 Folgen)
- 2010–2013: The Mentalist (9 Folgen)
- 2011: American Horror Story (American Horror Story: Murder House, 3 Folgen)
- 2011: Big Love (2 Folgen)
- 2011: Schatten der Leidenschaft (The Young and the Restless, 3 Folgen)
- 2011: True Blood (Folge 4x01)
- 2012: Criminal Minds (Folge 8x05)
- 2012: Desperate Housewives (Folge 8x17)
- 2012: In Plain Sight – In der Schusslinie (In Plain Sight, Folge 5x01)
- 2012: Longmire (Folge 1x02)
- 2013: 1600 Penn (Folge 1x04)
- 2013: Major Crimes (Folge 2x14)
- 2013–2016: Devious Maids – Schmutzige Geheimnisse (Devious Maids, 49 Folgen)
- 2014: Castle (Folge 7x03)
- 2014: Once Upon a Time – Es war einmal … (Once Upon a Time, Folge 4x11)
- 2015: The Exes (2 Folgen)
- 2016: Akte X – Die unheimlichen Fälle des FBI (The X-Files, Folge 10x02)
- 2017: Modern Family (Folge 9x10)
- 2017 The Sinner (Folgen 1x02, 1x03)
- 2018: Navy CIS: New Orleans (NCIS: New Orleans, Folge 5x07)
- 2018: Lethal Weapon (Fernsehserie, Folge 2x21)
- 2019: The Purge – Die Säuberung (The Purge, Folge 2x05)
- 2019: For All Mankind (Fernsehserie, 4 Folgen)
- 2020: Star Trek: Picard (3 Folgen)
- 2021: Why Women Kill (Folge 2x05)
- 2021: Brooklyn Nine-Nine (Folge 8x01)
- seit 2021: Ghosts (Fernsehserie)
- 2024–2025: The Sex Lives of College Girls (4 Folgen)